# Боровский, Яков Маркович
Я́ков Ма́ркович Боро́вский (1896 — 1994) — советский и российский филолог-классик, переводчик и новолатинский поэт.

## Биография
Учился в 6-й Петербургской гимназии. Поступил в Петроградский Политехнический институт, а в 1918 году — после того как были сняты ограничения на приём евреев — смог перевестись на историко-филологический факультет Петроградского университета. В период эвакуации преподавал в Саратове. Преподавал на классическом отделении филологического факультета Ленинградского государственного университета. В 1968 году был вынужден уйти из университета из-за истории с самоубийством студентки. Имел брата-близнеца.
Я. М. Боровский и А. В. Болдырев издали в 1940 г. учебник латинского языка для гуманитарных факультетов университетов и педагогических вузов, выдержавший четыре издания. Автор (совместно с Н. Т. Бабичевым) «Словаря латинских крылатых слов» — одного из самых полных среди подобных словарей (8-е издание вышло в 2008 году). Один из учредителей Академии живой латыни (Academia Latinitati fovendae). Ряд статей посвящён Лукрецию. Переводил труды Спинозы, Бэкона, Лейбница, Платона, Плутарха, Эйлера.

## Избранные труды
- Боровский Я. М., Болдырев А. В. Латинский язык. — Л., 1940.
  - . — 2-е изд., испр. и доп. — М.: Изд. лит. на иностр. яз., 1949. — 440 с. — 25 000 экз.
  - . — 3-е изд., испр. и доп. — М.: Изд. лит. на иностр. яз., 1961. — 447 с. — 10 000 экз.
  - . — 4-е изд., доп. — М.: Высш. школа, 1975. — 479 с. — 40 000 экз.
- Бабичев Н. Т., Боровский Я. М. Словарь латинских крылатых слов : 2500 единиц / Под ред. Я. М. Боровского. — М.: Рус. яз., 1982. — 959 с. — 119 000 экз.
  - . — 2-е изд. — М.: Рус. яз., 1986. — 957 с. — 30 000 экз.
  - . — 3-е изд. — М.: Рус. яз., 1988. — 957 с. — 40 000 экз. — ISBN 5-200-00013-0.
  - . — 5-е изд., испр. и доп. — М.: Рус. яз., 1999. — 781 с. — 8000 экз. — ISBN 5-200-01686-X.
  - . — 6-е изд. — М.: Рус. яз., 2001. — 781 с. — 3000 экз. — ISBN 5-200-02975-9.
  - . — 7-е изд. — М.: Рус. яз. : Дрофа, 2003. — 781 с. — 3000 экз. — ISBN 5-200-03208-3.
  - . — 8-е изд. — М.: Дрофа : Русский язык Медиа, 2008. — 987 с. — 3000 экз. — ISBN 978-5-358-04495-1. ISBN 978-5-9576-0309-2
- Боровский Я. М. Вопросы общественного развития в поэме Лукреция // Древний мир : Сб. статей в честь академика В. В. Струве. — М., 1962. — С.475-484.
- Боровский Я. М. Латинский язык в средней школе. — М., 1953. — (Отт. из: Вопросы языкознания. - 1952. - № 4).
- Боровский Я. М. Латинский язык Ломоносова. — М.; Л.: Изд-во Акад. наук СССР, 1960. — (Ломоносов : Сб. статей и материалов. - № 4).
- Боровский Я. М. О термине «natura» у Лукреция. — Л., 1952. — (Отт. из: Учёные записки ЛГУ. - № 161. Сер. филол. наук. - Вып. 18).
- Боровский Я. М. Обозначение вещества и пространства в лексике Лукреция // Классическая филология / Отв. редактор А. И. Доватур. — Л., 1959. — С.117-139.
- Боровский Я. М. Opera рhilologica : [сборник]. — СПб.: Bibliotheca classica Petropolitana : Дм. Буланин, 2009. — 622 с. — ISBN 978-5-86007-618-1.
- Боровский Я. М., Бабичев Н. Т. Учебник латинского языка для гуманитарных факультетов университетов. — 5-е изд. — М.: URSS : Книжный дом «ЛИБРОКОМ», 2010. — 478 с. — 119 000 экз. — ISBN 978-5-397-01382-6.

Статьи:
Боровский Я. М. Преодоление религиозного элемента в древнегреческом праве // Религия и общество — Л.: «Сеятель», 1926. — С. 168—186.
Переводы:
- Бери Р. Филобиблон / Ред. латин. текста, пер., примеч. и ввод. ист. Я. М. Боровского. — М.: Книга, 1984. — 462 с. — 5000 экз.
- Нидерман М. Историческая фонетика латинского языка / Пер. со 2-го франц. изд. и примеч. Я. М. Боровского. — М.: Изд. иностр. лит., 1949. — 191 с.
- Плутарх. Застольные беседы / Пер. с древнегреч. Я. Боровского. — М.: Мир книги : Литература, 2007. — 463 с. — (Великие мыслители). — 16 500 экз. — ISBN 978-5-486-00992-1.
  - . — М.: Мир книги : Литература, 2010. — 463 с. — (Великие мыслители). — ISBN 978-5-486-03387-2.
- Платон. Гиппий Меньший / Пер. Я. М. Боровского. — Л.: Academia, 1924. — (Тр. / Петерб. философск. о-во : Полное собрание творений Платона : в 15 т. — Т. 9).
- Фукидид. История : [Пер. с греч. яз.] / Отв. ред. Я. М. Боровский. — Л.: Наука, 1981. — 543 с. — (Литературные памятники). — 100 000 экз. — ISBN 978-5-486-00992-1.
- Шантрен П. Историческая морфология греческого языка / Пер. со 2-го франц. изд., прил. и предисл. Я. М. Боровского. — М.: Изд. иностр. лит., 1953. — 340 с.
- Эйлер Л. Метод нахождения кривых линий, обладающих свойствами максимума, либо минимума или Решение изопериметрической задачи, взятой в самом широком смысле = Methodus inveniendi lineas curvas maximi minimive proprietate gaudentes, sive Solutio problematis isoperimetrici latissimo sensu accepti. Auctore Leonardo Eulero, professore regio et Academia imperialis scientiarum Petropolitanae socio. Lausannae et Genevae, apud Marcum-Michaelem Bousquet et socio. MDCCXLIV / Пер. книги с латинск. подготовлен Я. М. Боровским. — М.; Л.: Гос. техн.-теорет. изд-во, 1934. — 600 с. — (Классики естествознания).

## Память
В 2009 г. выпущена книга «Opera philologica», в которую вошли многочисленные статьи и заметки Я. М. Боровского, значительная часть которых издана впервые по рукописям, а также его древнегреческие и латинские стихотворения.